# Ottone (Händel)
Ottone, re di Germania (HWV 15) ist eine Oper (Dramma per musica) in drei Akten von Georg Friedrich Händel. Im Mittelpunkt des Stoffes steht der spätere Kaiser Otto II., der als Zeichen einer Verständigung zwischen Westreich und Byzanz im Jahr 972 die byzantinische Prinzessin Theophanu heiratete.

## Entstehung

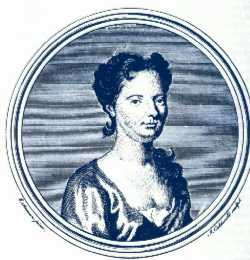
Francesca Cuzzoni

Die von Händel neu engagierte italienische Sopranistin Francesca Cuzzoni gab in Ottone ihr Londoner Debüt und entwickelte sich sehr schnell zu einer Hauptattraktion der Royal Academy of Music. Da ihre Ankunft sich fast um ein halbes Jahr verzögert hatte und sie erst Ende Dezember in London eintraf, ließ Händel die Partitur, die er im Juli begonnen und am 10. August 1722 (à Londres | August 21n⁄10v st | 1722) beendet hatte noch bis zum Januar 1723 liegen. Das erklärt die große Zeitspanne von fünf Monaten, die zwischen der Fertigstellung des Werkes und seiner Uraufführung lag, vor der er auch noch einige Umarbeitungen vornahm. So etwa schrieb Anastasia Robinson ihrem italienischen Freund Giuseppe Riva, dem diplomatischen Vertreter Modenas in London, einen Brief mit der Bitte, seinen Einfluss bei Hofe zu verwenden, um Händel dazu zu veranlassen, die Musik, die er bereits für die Rolle Matildas geschrieben hatte, zu ändern:

“[…] that the greatest part of my Life has shew’d me to be a Patient Grisell by Nature, […] those songs that require fury and passion to express them, can never be performed by me acording (sic) to the intention of the Composer, and consequently must loose their Beauty.”

„[…] dass der Hauptteil meines Leben mir gezeigt hat, dass ich von Natur aus eine,Griselda‘ [eine Titelrolle in einer Oper Bononcinis] bin, […] die Arien, die Wut und Leidenschaft, die sie [Matilda] ausdrücken muss, kann ich nicht so ausdrücken, dass sie mit der Absicht des Komponisten in Einklang zu bringen sind und so müssen sie ihre Schönheit verlieren.“

Händel nahm dann tatsächlich die geforderten Änderungen vor.
Händel hatte im Mai 1719 vom Vorstand der gerade gegründeten Royal Academy of Music den Auftrag erhalten, sich auf dem Kontinent nach guten Sängern umzusehen. Seine Reise durch Deutschland und Italien führte ihn auch nach Dresden, wo er am 13. September 1719 im Opernhaus am Zwinger die Premiere der Oper Teofane von Antonio Lotti anlässlich der Vermählung von Kurprinz Friedrich August II. miterlebte. Dieser Tag war vielleicht der wichtigste seiner ganzen Reise, denn mit dem Altkastraten Senesino, der Sopranistin Margherita Durastanti und dem Bass Giuseppe Maria Boschi erlebte er an diesem gleich drei Sänger, die für seine erste Opernakademie in London von großer Bedeutung werden sollten. Wenn es ihm auch nicht gelang, alle drei vom Fleck weg für London zu engagieren (nur die Durastanti, die 1709 in Venedig schon die Titelpartie in Agrippina gesungen hatte, sagte sofort für die erste Spielzeit in London zu), so waren doch am Beginn der zweiten Saison alle in London. Außerdem lernte Händel an diesem Abend ein Sujet kennen, das er nun, 1722, aufgreifen sollte: jene Teofane, die nun für das Theater am Haymarket auf der Grundlage eines neuen Textbuches mit dem Titel Ottone konzipiert wurde. Neben der Cuzzoni sollte nun also auch der ehemalige „Dresdner“ Senesino über Jahre das Zugpferd dieser ersten Opernakademie werden. Schon am 27. Oktober 1722 wurde Ottone vom London Journal folgendermaßen angekündigt:

“There is a new Opera now in Rehearsal at the Theatre in the Hay-Market, a Part of which is reserv’d for one Mrs. Cotsona, an extraordinary Italian Lady, who is expected daily from Italy. It is said, she has a much finer Voice and more accurate Judgment, than any of her Country Women who have performed on the English Stage.”

„Im Theater am Haymarket wird eine neue Oper geprobt, für eine ihrer Rollen ist eine gewisse Mrs. Cotsona vorgesehen, eine außergewöhnliche italienische Dame, die täglich aus Italien erwartet wird. Es heißt, sie habe eine weit bessere Stimme und präziseres Urteilsvermögen als jede andere der Damen aus ihrem Heimatland, die bisher auf Englands Bühnen aufgetreten sind.“

Obwohl die äußere Erscheinung der Cuzzoni offenbar nicht sehr vorteilhaft war, (so beschrieb sie Horace Walpole als „short and squat, with a doughy cross face“ „klein, untersetzt, mit teigigem, mürrischem Gesicht“) hatte sie doch mit ihrem ersten Auftritt im Ottone sofort Erfolg, wie der Kammerherr des Prince of Wales, Friedrich Ernst von Fabrice, schrieb:

« Et la Maison remplie comme un Oeuff. […] et il y a une si grande presse pour y aller qu’on vend deja à 2. ou 3. Guinées le Ticquet, dont le pri Courant est une demy-Guinée; de maniere qu’on en fait presque un Mississippi ou une Sudsée. »

„Das Haus platzte fast aus den Nähten. […] und es gibt einen solchen Ansturm darauf, dass Eintrittskarten, die normalerweise eine halbe Guinee kosten, bereits für zwei und drei Guineen gehandelt werden, so dass er einer weiteren Seifenblase wie jener der Mississippi- oder Südseekompanie gleicht.“

So berichtet Charles Burney, dass ihre erste Arie in der Oper, „Falsa immagine, m’ingannasti“, “fixed her reputation as an expressive and pathetic singer” („ihren Ruhm als ausdrucksstarke und ergreifende Sängerin begründete“). Dazu überliefert uns John Mainwaring folgende berühmte Anekdote, die Händels Dominanz über seine durchaus charakterstarken Primadonnen beschreibt:

“Having one day some words with CUZZONI on her refusing to sing ‘Falsa imagine’ in OTTONE; Oh! Madame, (said he) je scaisbien que Vous êtes une veritable Diablesse: mais je Vous ferai scavoir, moi, que je suis Beelzebub le Chéf des Diables. With this he took her up by the waist, and, if she made any more words, swore that he would fling her out of the window.”

„Händel gerieth eines Tages mit der Cuzzoni in Wortstreit, weil sie die Arie, ‚Falsa imagine‘, in der Oper Ottone, nicht singen wollte. ‚Oh! Madame‘ sagte er, ‚Ich weiß wol, daß ihr eine leibhafte Teufelinn seyd, aber ich will euch weisen, daß ich Beelzebub, der Teufel Obrister bin.‘ – Darauf fassete er sie mitten um den Leib, und schwur, er wollte sie aus dem Fenster werfen, wenn sie weitere Worte machen würde.“

Cuzzoni gab nach und Händels künstlerischer Instinkt hatte sich als richtig erwiesen – "Falsa immagine" wurde zu einem der Hits der Saison, und die Cuzzoni sang die Arie während ihrer langen Karriere oft bei Benefiz-Konzerten. Nicht nur die Betuchten waren von ihr so hingerissen, dass sie gerne 50 Guineen pro Eintrittskarte zahlten, auch auf den billigen Plätzen und in der Galerie, wo Diener und Lakaien die Vorstellung kostenlos erleben durften, brach solch ein Begeisterungssturm aus, dass die Theaterleitung handeln musste, um die Sicherheit des Publikums garantieren zu können:

“Upon Complaint to the Royal Academy of Musick, that Disorders have been of late committed in the Footmen’s Gallery, to the Interruption of the Performance; This is to give Notice, That the next Time any Disorder is made there, that Gallery will be shut up.”

„Aufgrund von Beschwerden an die Königliche Musikakademie, dass es kürzlich in der Bedientengalerie zu Tumulten kam, welche die Vorstellung unterbrachen, wird hiermit angekündigt, dass die Galerie bei weiteren Tumulten auf diesen Rängen geschlossen wird.“

Offenbar hatte diese Androhung aber nicht den gewünschten Effekt, denn in einer späteren Vorstellung rief ein Stallbursche in der Galerie laut dazwischen: “Damn her! She has got a nest of nightingales in her belly!”
(„Verfluchtes Weib! Sie hat ein ganzes Nachtigallennest im Leib!“)

## Libretto
Das Libretto erstellte Nicola Francesco Haym auf der Basis der Dresdner Teofane: der Dichtung von Stefano Benedetto Pallavicino, welche Lotti vertont hatte.
Es ist zuweilen schon bemerkt worden, dass Hayms Anteil am neuen Libretto nicht allzu groß wäre. Beispielsweise hat er seine Vorrede zum Textbuch, welche in die Handlung und den historischen Kontext einführen soll, fast vollständig aus Pallavicinos „Argomento“ („Vorbemerkung“) übernommen. Auch 18 Arientexte erfahren nur gelegentliche kleine Änderungen, ebenso ein Accompagnato-Rezitativ und die beiden Duette, was mehr als die Hälfte der Nummern in der Oper ausmacht. Jedoch ist eine Vorlage, die für Repräsentationszwecke am Königshof und noch dazu anlässlich eines großen Festes des Hochadels geschrieben wurde und diesem huldigen soll, für ein bürgerliches Theater wie in London so nicht zu gebrauchen. Haym musste deshalb dem Libretto einen ganz anderen Charakter geben. Dies tat er in erster Linie über die handlungstragenden Rezitative. Insgesamt fielen ein Drittel der Verse dem Rotstift zum Opfer, dabei wurden nicht nur die Bezüge auf die Hochzeit oder Reflexionen über den Verhaltenscodex bei Hofe, sondern auch eine ganze Nebenrolle (Isauro) gestrichen. Was so vom Libretto übrig blieb, war nur noch lose miteinander verbunden und es bedurfte Händels emotionaler Musik, um einen dramaturgisch nachvollziehbaren Handlungsablauf zu schaffen.
Händel konnte aber auch mit seinem hervorragenden Sängerensemble punkten und so erlebte Ottone am 12. Januar 1723 am King’s Theatre seine erfolgreiche Uraufführung.
Besetzung der Uraufführung:
- Ottone – Francesco Bernardi, genannt „Senesino“ (Mezzosoprankastrat)
- Teofane – Francesca Cuzzoni (Sopran)
- Gismonda – Margherita Durastanti (Sopran)
- Matilda – Anastasia Robinson (Alt)
- Adelberto – Gaetano Berenstadt (Altkastrat)
- Emireno – Giuseppe Maria Boschi (Bass)

Ottone kam anfangs auf vierzehn Vorstellungen, deutlich mehr als Radamisto und Il Floridante in den vorangegangenen Spielzeiten. Darunter fiel auch ein Benefizabend für die Cuzzoni am 26. März 1723. Auch in der folgenden Saison wurde die Oper sechsmal aufgeführt. Folgt man einer Mitteilung der Londoner Presse vom April 1723, sollte Ottone ein Jahr später sogar in Paris als Gastspiel (zusammen mit Giulio Cesare in Egitto) zwölfmal gespielt werden. Textbücher waren dafür sogar schon gedruckt worden, aber aus uns bislang nicht bekannten Gründen fanden diese Aufführungen nicht statt. Was von dem Vorhaben übrig blieb, waren konzertante Aufführungen des Ottone und des Giulio Cesare im privaten Rahmen im Hause des Finanziers und Kunstpatrons Pierre Crozat im Sommer 1724.
Weitere Wiederaufnahmen der Oper durch Händel gab es dann 1726 (zehn Vorstellungen), 1727 (zwei) und 1733 (vier). Insgesamt wurde Ottone mit 34 verbürgten Vorstellungen unter Leitung des Komponisten eine der populärsten Opern seiner Karriere, nur übertroffen durch die 53 Aufführungen des Rinaldo und die 38 des Giulio Cesare in Egitto.
Sogar das Konkurrenzunternehmen der Royal Academy, die „Opera of the Nobility“ („Adelsoper“), führte Ottone im Dezember 1734 fünf- oder sechsmal auf. Dabei sangen Senesino und die Cuzzoni ihre alten Rollen. Farinelli übernahm die Rolle des Adelberto, allerdings sang er die Arien nicht mit Händels ursprünglicher Musik, sondern mit solchen, die anderen Opern Händels entnommen wurden.
Bald nach seiner Londoner Uraufführung wurde das Werk im August 1723 und im Februar 1725 in Braunschweig unter Leitung von Georg Caspar Schürmann, sowie ab 15. Mai 1726 unter dem Titel Otto für sechs Aufführungen in den Jahren 1726, 1727 und 1729 in Hamburg am Theater am Gänsemarkt gegeben. Für die Hamburger Serie schrieb Johann Georg Glauche die deutschen Rezitative, die Georg Philipp Telemann vertonte, der die Oper auch musikalisch bearbeitete und die Leitung hatte.
Die nächste Produktion des Ottone in Deutschland unter dem Titel Otto und Theophano mit der Premiere am 5. Juli 1921 waren fünf Aufführungen bei den Händel-Festspielen in Göttingen. Sie fand in deutscher Sprache unter der Leitung von Oskar Hagen statt. Die Rollen der zwei ursprünglich von Kastraten gesungenen Partien ließ er von Männerstimmen singen: Ottone (Wilhelm Guttmann, Bassbariton) und Adelberto (Georg A. Walter, Tenor). Hagens Version war außerordentlich populär und wurde bis 1928 in vielen deutschen und österreichischen Städten insgesamt 64 mal aufgeführt.
Die erste Aufführung des Stückes in historischer Aufführungspraxis sah man am 4. Juni 1992 wiederum bei den Göttinger Händel-Festspielen, diesmal mit dem Freiburger Barockorchester unter der Leitung von Nicholas McGegan.

## Handlung

### Historischer und literarischer Hintergrund

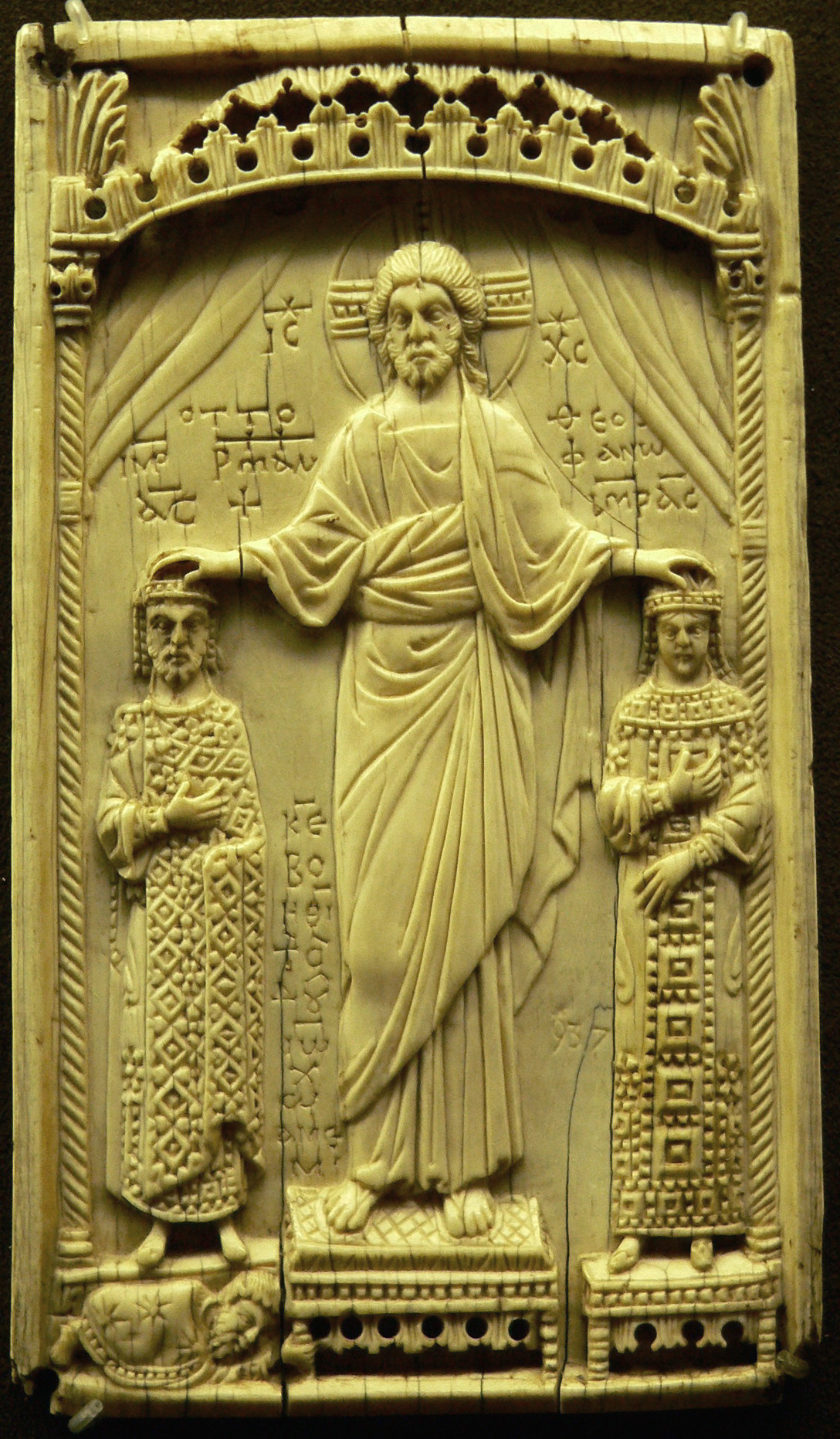
Otto II. und seine Gemahlin Theophanu, von Christus gekrönt und gesegnet. Relieftafel aus Elfenbein, Mailand (?), etwa 982/983 (Musée national du Moyen Âge, Paris)

Historischer Hintergrund und gleichzeitig Vorgeschichte der Handlung sind sowohl die deutsche als auch die oströmische Geschichte, nachdem das westliche Kaisertum 924 mit dem Tod Berengars I. von Italien erloschen war. Das Ringen um die Macht sollte nun fast ein halbes Jahrhundert die italienische Geschichte bestimmen. Zunächst wurde die Auseinandersetzung zwischen Hugo I. und seinem Sohn Lothar II. auf der einen Seite und Berengar II., dem Markgrafen von Ivrea, andererseits ausgetragen, ehe der fränkische König Otto I. sein Interesse an der langobardischen Krone, welche die Chance auf die Kaiserwürde barg, entdeckte. Durch Vermählung mit Lothars Witwe, der noch nicht zwanzigjährigen Adelheid, wurde dieser schließlich 951 auch König der Langobarden in Italien.
Doch durch Aufstände im Lande war die Machtbasis Ottos, selbst geschwächt durch eine schwere Krankheit, mehr als bröckelig. Berengar von Ivrea, der Italien formal als Lehen Ottos hielt, nutzte diese Schwäche, um seine Stellung auszubauen. Trotzdem wurde Otto 962 von Papst Johannes XII. zum Kaiser gekrönt, die politische Situation blieb indes auch danach instabil. Um seine Macht zu festigen, musste Otto nun sein Verhältnis zum älteren oströmisch-byzantinischen Kaisertum klären. Eine Eheverbindung mit der ruhmreichen makedonischen Dynastie in Byzanz versprach sowohl eine Lösung des Zweikaiserproblems, eine Klärung der territorialen Ansprüche beider Mächte in Italien im Rahmen eines Freundschaftsbündnisses, als auch Legitimation und Glanz für seinen Sohn Otto II. und sein Herrscherhaus.
Weder Otto I. noch Berengar treten im Libretto auf, sind dort aber durchaus präsent: Berengar einerseits durch seine Witwe Willa, die in der Oper Gismonda heißt, sowie durch seinen Sohn Adalbert II. (Adelberto); Otto I. andererseits durch seinen von ihm im Mai 961 zum Mitkönig erhobenen Sohn Otto II. (Ottone) und seine das neue Kaiserreich stabilisierenden Bemühungen um eine Aussöhnung mit Byzanz, die in der Anerkennung des deutschen Kaisers durch Ostrom, der Heirat seines Sohnes mit Prinzessin Theophanu (Teofane) im Jahre 972 besiegelt wurde.
Episoden der oströmischen Geschichte fließen ebenso in Vorgeschichte und Handlung der Oper ein: Basilio, der im Libretto als Korsar auf dem Mittelmeer sein Unwesen treibt, ist der spätere Kaiser Basileios II. Er war der älteste Sohn Romanos’ II, der ihn schon im Kleinkindalter 960 zum Mitkaiser machte. Seine Mutter Theophanu die Ältere regierte nach dessen Gifttod 963 zunächst mit Hilfe des Eunuchen Joseph Bringas, musste bald aber dem erfolgreichen General und späteren (Mit-)Kaiser Nikephoros II. Phokas Platz machen. Dieser heiratete Theophanu die Ältere und führte als Regent für den noch unmündigen Basileios und dessen Bruder Konstantin die Regierungsgeschäfte. Basileios stand seine ganze Jugend lang im Schatten des Nikephoros und seines Nachfolgers als (Mit-)Kaiser und Regent, des Generals Johannes Tzimiskes. Beide Kaiser sind im „Argomento“ erwähnt. Das Verschwinden Basileios’ aus der Öffentlichkeit während dieser Zeit lieferte wohl den Anlass für die Piratengeschichte im Libretto. Seit 985 war er schließlich Herrscher in Byzanz.
Die Theophanu der Oper war keineswegs wie im Libretto Basileios’ Schwester, sondern seine Nichte. Der Name von Adelbertos Verlobter Matilda erscheint erfunden, wenngleich Otto II. neben einer Schwester (Mathilde von Quedlinburg) tatsächlich auch eine Cousine dieses Namens aus der Ehe seiner Tante Gerberga mit dem westfränkischen König Ludwig IV. hatte. Vielleicht waren es die Namensgleichheiten, die Pallavicino auf die Erfindung dieser Rolle brachten: Adalbert II. von Ivrea nämlich heiratete eine Gerberga, die Tochter Liétalds II. des Grafen von Mâcon.

### Erster Akt
Innenhof im Palast. Gismonda und ihr Sohn Adelberto sind im Gespräch vertieft: Gismonda wünscht sich, dass ihr Sohn König von Italien werde. Gemeinsam entwerfen sie einen Plan, wie dies umzusetzen sei. Damit wollen sie gleichzeitig Rache an Ottone nehmen, der Berengar, ihrem Gatten, die Krone geraubt hatte. Adelberto berichtet, dass die byzantinische Prinzessin Teofane, Ottones Braut, auf ihrem Weg nach Rom bald im Hafen von Ostia eintreffen werde. Da Teofane ihren Bräutigam aber noch nicht kennt, schlägt Gismonda Adelberto vor, er möge sie abfangen und sich bei ihr als Ottone vorstellen. Da der wahre Ottone aber gerade auf hoher See von dem berüchtigten Piraten Emireno aufgehalten und in ein Gefecht verwickelt wurde, hätte er die nötige Zeit, um Teofane schnell zu heiraten. So würde Ottone an einem Tage die Braut und Italien verlieren. Als Teofane Rom erreicht, eilt Adelberto Teofane freudig entgegen und begrüßt „seine“ Braut. Doch diese ist deutlich irritiert. Sie besitzt ein Bildnis ihres Bräutigams, in das sie sich verliebt hatte, aber darauf sieht Ottone ganz anders aus als der Mann, der ihr da jetzt gegenübertritt. Adelberto bemerkt die aufkeimende Unsicherheit Teofanes und drängt demzufolge auf sofortige Heirat, was sie jedoch ablehnt.
Allein zurückgeblieben betrachtet sie nochmals das Bildnis und schöpft Verdacht, dass etwas nicht stimmt, da der Mann, der sie begrüßte, weder so schön noch so erhaben ist, wie das Porträt sie glauben machen will.
Pavillon am Strand. Ottone hat den Seeräuber Emireno besiegt und gefangen genommen. Jetzt entscheidet er sich, nicht sofort über diesen zu richten, sondern ihn mit nach Rom zu nehmen, um das Urteil seinem Vater zu überlassen. Emireno spielt sich auf und behauptet, ohne es zu verraten, er wäre eine viel bedeutendere Person, als alle glauben würden. Ottone lässt ihn aber abführen. Als seine Cousine Matilda mit einem anderen Schiff eintrifft, bringt sie schlechte Nachrichten: So habe Teofane zwar Rom erreicht, aber während seiner Abwesenheit habe sich Adelberto zum König ausrufen lassen. Obwohl dieser zwar ihr Verlobter ist, so würde doch der Verrat nach Rache schreien. So beschließen sie, die Truppen zu teilen und in Rom von zwei Seiten einzumarschieren. Nacheinander brechen sie auf, nachdem Ottone noch einmal sehnsüchtig an seine Geliebte Teofane und Matilde über ihre Zwickmühle zwischen der Treue zu ihrem Bräutigam und der Wut über dessen Verrat nachgedacht haben.
Thronsaal im Palast. Die hinterlistige Gismonda gibt sich gegenüber Teofane als Mutter von „Ottone“ aus. Teofane antwortet misstrauisch, dass sie nicht ahnte, die Kaiserin Adelheid, Ottones Mutter, hier in Rom zu finden. Es entwickelt sich ein hitziges Gespräch, aus dem Teofane den Schluss zieht, allen kommenden Ereignissen mit größtem Misstrauen zu begegnen. Als Teofane erwähnt, Ottone habe seinerzeit verhindert, dass Gismonda und Adelberto sich die Krone Italiens aneignen konnten, erstickt Gismonda fast an ihrem verborgenen Zorn.
Adelberto erscheint in königlicher Robe, um die Hochzeit in die Wege zu leiten. Als er der byzantinischen Prinzessin gerade die Hand reichen will, stürzt Gismonda herein: Jetzt sei keine Zeit zu heiraten, denn die wankelmütigen Römer hätten Ottone und seinen Truppen die Stadttore geöffnet. Nun müsse Adelberto seine Herrschaft verteidigen. Adelberto lässt die verstörte Teofane, die nichts mehr versteht, zurück: Ottone sei in die Stadt eingedrungen? Und wer war dann dieser Mann, der sie gerade heiraten wollte? Und die Frau, die sich als Mutter Ottones ausgab?
In den Straßen Roms fügen die deutschen Soldaten unter Ottones Führung Adelbertos langobardischen Kriegern eine Niederlage zu. Auch Adelberto wird entwaffnet und in den Kerker geführt. Dort soll er unter Folter berichten, wie er Teofane in seine Gewalt gebracht habe und wo sie sich jetzt aufhalte. Trotzig meint dieser, keine Folter könne ihn dazu bringen, im Übrigen sei Ottone eine Nacht zu früh gekommen, sonst hätte er selbst dessen Braut schon geheiratet und seine Herrschaft gefestigt gehabt.
Verwirrt bleibt Ottone mit der Frage zurück, ob Adelberto sein Nebenbuhler sei. Er ordnet für die Stadt Rom Waffenruhe und Vergebung für alle Verschwörer an und befiehlt, nach seiner Verlobten zu suchen.

### Zweiter Akt
Innenhof im Palast. Auf dem Weg in den Kerker trifft Adelberto auf Matilda und Gismonda. Während Matilda ihm Untreue vorwirft, weiht er sie in seine Pläne, die er mit Teofane hat, ein. Gismonda regt sich darüber auf, dass ihrem Sohn der ehrenvollen Tod im Kampf versagt wurde und er stattdessen nun in den Kerker geworfen wird. Als er abgeführt ist, gestehen beide Frauen, dass sie ihn immer noch lieben und retten wollen. Matildas Vorschlag, zu Füßen Ottones für ihn um Gnade zu flehen, lehnt Gismonda aber entrüstet ab. Trotzdem eilt Matilda fort, um Ottone zu suchen.
Nur zufällig sollen sich nun Teofane und Ottone zum ersten Mal begegnen, jedoch können beide nur vermuten, wen sie da vor sich haben. Bevor sie es aufklären können, wirft sich Matilda vor Ottone auf den Boden und bittet für Adelberto um Gnade. Teofane missversteht den Inhalt des Gespräches: sie ist überrascht, eine junge Frau in offenbar so vertrautem Umgang mit ihrem Verlobten zu sehen, der sie nun, da sie weint, auch noch umarmt und tröstet. Sie hält sie für eine Nebenbuhlerin. Als Ottone Teofane endlich begrüßen will, weist sie ihn eifersüchtig zurück und bezichtigt ihn der Untreue. Ottone wirft ihr hingegen vor, allzu schnell zur Ehe mit Adelberto bereit gewesen zu sein. Sie geht empört ab, während er auf baldige Versöhnung hofft.
Garten mit Brunnen und Grotten nahe dem Tiber. Teofane ist nachts allein. Sie vergleicht ihre düstere Stimmung mit der Dunkelheit der Nacht. Da tauchen aus einem unterirdischen Gang Emireno und Adelberto auf. Sie sind mithilfe eines ihnen von Matilda zugespielten Wegeplanes aus dem Kerker entwichen. Nun wollen sie auf schnellstem Wege mit einem Boot über den Tiber das Meer erreichen. Als sie Stimmen hören, verstecken sie sich: Zum einen ist es Matilda, die die Flüchtigen treffen möchte und zum anderen Ottone, auf der Suche nach seiner „Geliebten“, was Teofane, im Verborgenen, nun wiederum als Liebeserklärung an Matilda missversteht. Als Matilda Ottone sieht, lockt sie ihn fort, um Adelberto und Emireno zu schützen. Teofane wird unterdessen von Adelberto entdeckt, der sie in seine Gewalt bringt und die nun Ohnmächtige mit sich zerrt. Als Matilda zurückkehrt, ist alles ruhig, und sie freut sich mit der eingetroffenen Gismonda über die geglückte Flucht der Gefangenen.

### Dritter Akt
Königliches Gemach. Ottone ist in düstere Gedanken darüber versunken, dass er Teofane noch immer nicht gefunden hat, als Gismonda triumphierend erscheint und verkündet, ihrem Sohn und Emireno sei die Flucht gelungen. Ottone vermutet, dass Teofane in deren Gewalt ist und befiehlt seinen Soldaten, nach ihr zu suchen.
In einem Waldstück nahe dem stürmischen Meer. An der Mündung des Tibers geraten die Flüchtigen in einen Sturm und retten sich an Land. Während Adelberto nach einem Unterschlupf sucht, fragt Emireno Teofane nach Namen und Herkunft. Als sie auch erzählt, dass sie die Tochter des ermordeten byzantinischen Kaisers ist, will Emireno sie entzückt umarmen, was von ihr als neuerlicher Versuch von Gewalt aufgefasst wird und auch der gerade zurückkehrende Adelberto versteht dies völlig falsch. Er geht auf Emireno los, unterliegt aber und wird von ihm in Ketten abgeführt. Der verzweifelten Teofane verspricht er baldiges Glück, was von ihr wieder einmal missverstanden wird, weil sie erneut befürchtet, der Korsar werde ihr Gewalt antun. Doch ihre Stimmung schlägt zum Positiven um, als Emireno sich als ihr Bruder Basilio zu erkennen gibt, der vom byzantinischen Hof verbannt, zum Seeräuber wurde. Bevor er geht, unterstellt er Adelberto ihrem Befehl.
Innenhof im Palast. In Rom bestätigt Matilda Ottone, dass Adelberto bei seiner Flucht Teofane mitgenommen hat. Ihr Angebot, die Flüchtlinge wieder einzufangen und Adelberto eigenhändig zu bestrafen, wird von Gismonda mit der höhnischen Enthüllung kommentiert, dass doch Matilda selbst die Flucht organisierte. Während Matilda verspricht, ihren Verrat wieder gutzumachen und Adelberto zu töten, erscheint Emireno mit dem gefangenen Adelberto. Ottone weist Emireno an, Adelberto nun zu richten, doch noch bevor die Soldaten ihre Pfeile auf ihn abschießen können, stürzt Matilda mit einem Dolch auf ihn, um es selbst zu tun. Als dieser sie um Vergebung bittet, bringt sie es jedoch nicht übers Herz. Als sich nun Gismonda selbst morden will, erscheint Teofane und verbietet, Ottone nun die Hand reichend, jegliches Blutvergießen an diesem ihren Hochzeitstag. Ottone erfährt nun auch, dass Emireno ihr Bruder und rechtmäßiger Thronfolger des oströmischen Reiches sei. Glücklich verzeiht nun Ottone allen, die sich schuldig gemacht haben. Gismonda bereut ihre Taten, Matilda verzeiht Adelberto, und dieser schwört ihr und auch Ottone ewige Treue. Alle sind erfreut, dass nun wieder Frieden einkehrt.

## Musik
Die Beschreibung einer gültigen Fassung der Oper ist unmöglich, da sich diese in einem stetigen Fluss befanden und ineinander übergingen. Die Veränderungen der ursprünglichen Konzeption, die Händel infolge der Befindlichkeiten der Sänger und deren verschiedenen Besetzungslagen vornahm, können anhand des Überlieferungsbefundes der Oper verfolgt werden. Bereits vor der ersten Aufführung wurden zehn Arien gestrichen und vier Arien neu geschrieben. Auch die Ouvertüre ist wahrscheinlich nie in der Form aufgeführt worden, wie sie im Autograph vorliegt. Da die ersten beiden Akte der Direktionspartitur („Handexemplar“) verschollen sind und daher andere Quellen über das endgültige Bild der Aufführung zu Rate gezogen werden müssen, kann nur aus den Drucken von John Walsh (1723), den verschiedenen zeitgenössischen Kopien sowie der Hamburger Fassung der Oper in der Bearbeitung von Georg Philipp Telemann ein konkreter Hinweis darauf gewonnen werden, dass nach dem ersten Teil, der Maestoso-Einleitung, der vierte Satz folgte und dann erst das dritte Stück, die Gavotte, die Ouvertüre beschloss. Das Allegro des Autographs (2. Satz) wurde später von Händel für die Ouvertüre zu Giulio Cesare in Egitto transponiert und für diesen Zweck umgestaltet. Als Fuge der Ottone-Ouvertüre fungierte nun der ursprüngliche Schlusssatz (im Autograph steht er an 4. Stelle) mit der Gavotte als Ausklang. Für den Benefizabend der Cuzzoni am 26. März 1723 komponierte Händel drei neue Arien sowie eine neue Szene.
Für die Aufführungen 1726, als die Partien der Gismonda und der Matilda in der Stimmlage vertauscht wurden, fügte Händel weitere fünf Arien hinzu. Bei der erneuten Wiederaufnahme des Werkes 1733 wurden folgende Änderungen vorgenommen: Die Partien der Gismonda und der Matilda richtete Händel wieder für die ursprünglichen Stimmlagen ein. Die Partie des Ottone wurde für Senesinos Nachfolger Giovanni Carestini umgestaltet: neben einem neuen Accompagnato-Rezitativ, schrieb er in verschiedenen Arien höhere Alternativnoten, transponierte diese in andere Tonarten (in der Regel um einen Ton höher) und änderte auch in den Rezitativen einige Passagen. Die Partie des Adelberto sang jetzt der Kastrat Carlo Scalzi, genannt „Il Cichione“, für den Händel zwei Arien aus Il Muzio Scevola und Lotario einfügte und verschiedene Transpositionen vornahm. Auch ein neues Duett für den zweiten Akt war vorgesehen. Da die Wiederaufführung von Ottone ursprünglich bereits für das Frühjahr 1733 geplant war, existiert noch eine weitere Bearbeitung für eine gänzlich andere Besetzung mit Senesino, Anna Maria Strada del Pò, Antonio Montagnana, Celeste Gismondi, Thomas Mountier und Francesca Bertolli, die aber nicht realisiert werden konnte. Wahrscheinlich geht die Alt-Fassung einer Reihe von Arien der Teofane in der Handschrift von Johann Christoph Schmidt jun. auf diese Gelegenheit zurück oder rührt gar aus dem Jahre 1727 her, als ebenfalls eine Wiederaufnahme der Oper infolge einer Erkrankung von Faustina Bordoni und der Cuzzoni verschoben werden musste.
Die im Autograph von Händel mit dem Vermerk „Concerto“ geforderte Einleitung zur 4. Szene des ersten Aktes befindet sich vollständig notiert in der Hamburger Fassung Telemanns. Eine Übersicht über die Reihenfolge der Änderungen und Mehrfassungen in Ottone geben John Merrill Knapp und Winton Dean (siehe Literatur).

## Struktur der Oper (Fassung der Uraufführung)

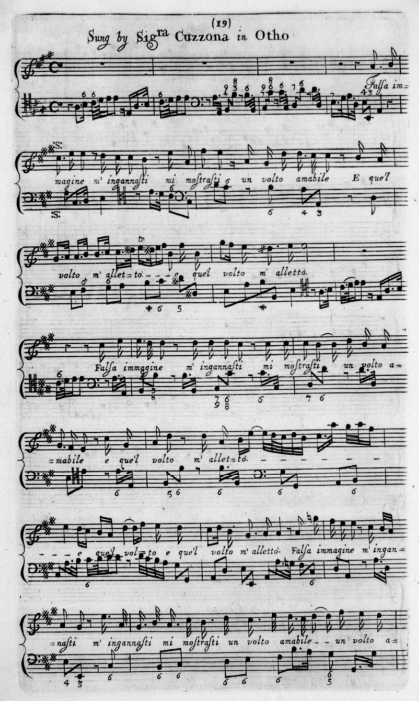
Auftrittsarie der Cuzzoni im erste Akt: Falsa imagine (Druck von John Walsh, London 1723)

Ouverture – [Gavotte] (2 Ob, Fg, Str, BC)

### Erster Akt
| Scena I    | 1. Arioso. Gismonda (2 Ob, 2 Vl, BC) Fur che regni il figlio amato                  |
|            | Recitativo. Adelberto, Gismonda Chi piu lieto e di me?                              |
|            | 2b. Aria. Gismonda (2 Vl, BC) La speranza e giunta in porto                         |
| Scena II   | Recitativo. Adelberto, Teofane Vien di Romano inclita figlia                        |
|            | 3. Aria. Adelberto (2 Ob, Fg, Str, BC) Bel labbro, formato                          |
| Scena III  | Recitativo. Teofane E tale Otton?                                                   |
|            | 4. Aria. Teofane (Str, BC) Falsa imagine, m’ingannasti                              |
| Scena IV   | 5. Concerto. (2 Ob, Str, BC)                                                        |
|            | Recitativo. Ottone, Emireno Te, che assalir                                         |
|            | 6. Aria. Emireno (Str, BC) Dal minacciar del vento                                  |
| Scena V    | Recitativo. Ottone, Matilda Tutto a piu liete cure                                  |
|            | 7c. Aria. Ottone (Str, BC) Ritorna, o dolce amore                                   |
| Scena VI   | Recitativo. Matilda Anch’io sperai                                                  |
|            | 8. Aria. Matilda (Str, BC) Diresti poi così?                                        |
| Scena VII  | Recitativo. Teofanie, Gismonda Tu la madre d’Otton?                                 |
|            | 9. Aria. Gismonda (Str, BC) Pensa ad amare, che dal tuo cor                         |
| Scena VIII | Recitativo. Teofane, Adelberto, Gismonda Adelaide, di cui con tanta lode            |
| Scena IX   | Recitativo. Adelberto, Gismonda, Teofanie Stendi la bianca mano                     |
| Scena X    | Recitativo. Teofane Giunge Otton! e chi parte?                                      |
|            | 10. Aria. Teofane (Str, BC) Affani del pensier, un sol momento                      |
| Scena XI   | 11. Sinfonia. (Str, BC)                                                             |
|            | Recitativo. Ottone, Adelberto Cede il ferro, o la vita!                             |
|            | 12. Aria. Adelberto (2 Ob, Str, BC) Tu puoi straziarmi, puoi tormentarmi            |
| Scena XII  | Recitativo. Ottone E di più mio rival?                                              |
|            | 13. Aria. Ottone (2 Ob, Str, BC) Dell’onda i fieri moti sottratto in porto il legno |

### Zweiter Akt
| Scena I    | Recitativo. Matilda, Adelberto, Gismonda Per breve spazio             |
| Scena II   | Recitativo. Gismonda, Adelberto, Matilda Dove… Al carcere, oh madre!  |
|            | 14. Aria. Adelberto (2 Ob, Str, BC) Lascia, che nel suo viso          |
| Scena III  | Recitativo. Matilda, Gismonda Ah! che più non resisto!                |
|            | 15b. Aria. Matilda (Str, BC) Ah! tu non sai, quant’il mio cor         |
| Scena IV   | Recitativo. Gismonda Ben a ragion Matilda                             |
|            | 16. Aria. Gismonda (Str, BC) Vieni, o figlio                          |
| Scena V    | Recitativo. Teofanie, Ottone, Matilda Quegli è certo il mio sposo     |
|            | 17a. Aria. Matilda (2 Vl, BC) All’orror d’un duolo il mio amore       |
| Scena VI   | Recitativo. Ottone, Teofane O illustre Teofane                        |
|            | 18. Aria. Teofane (2 Ob, Str, BC) Alla fama, dimmi il vero            |
| Scena VII  | Recitativo. Ottone Con gelosi sospetti                                |
|            | 19. Aria. Ottone (2 Ob, Str, BC) Dopo l’orrore d’un Ciel turbato      |
| Scena VIII | 20. Recitativo accompagnato. Teofane (2 Fg, Str, BC) O grati orrori!  |
|            | 21b. Aria. Teofane (2 Vl, BC) S’io dir potessi al mio crudele         |
| Scena IX   | Recitativo. Emireno, Adelberto Del gran sasso alla mole               |
|            | 22b. Aria. Emireno (Str, BC) Le profonde vie dell’onde                |
| Scena X    | Recitativo. Adelberto, Matilda, Ottone, Teofane Odo gente, dell’antro |
|            | 23. Aria. Ottone (2 Vl, BC) Deh! Non dir, che molle amante            |
| Scena XI   | Recitativo. Emireno, Adelberto, Teofane Già d'ogni intorno            |
| Scena XII  | Recitativo. Gismonda, Matilda Odo il suono dell’onda                  |
|            | 24a. Duetto. Gismonda, Matilda (Str, BC) Notte cara! A te si deve     |

### Dritter Akt
| Scena I    | 25. Aria. Ottone (2 Ob, Str, BC) Dove sei? Dolce mia vita!                                |
|            | Recitativo. Gismonda, Ottone Già t'invola, tiranno                                        |
|            | 26. Aria. Gismonda (Str, BC) Trema, tiranno                                               |
| Scena II   | 27. Recitativo accompagnato. Ottone Io son tradito                                        |
|            | 28b. Aria. Ottone (Str, BC) Tanti affanni ho nel core                                     |
| Scena III  | Recitativo. Teofane, Adelberto, Emireno Empi! al vostro attentato                         |
|            | 29a. Aria. Adelberto (2 Vl, BC) D’inalzar i flutti al ciel                                |
| Scena IV   | Recitativo. Teofane, Emireno, Adelberto Perchè in vita tornai?                            |
| Scena V    | Recitativo. Adelberto, Emireno, Teofane Temerario pirata                                  |
|            | 30a. Aria. Emireno (Str, BC) No, non temere, oh bella!                                    |
| Scena VI   | Recitativo. Teofane Si me traete                                                          |
|            | 31b. Aria. Teofane (2 Vl, BC) Ben chè mi sia crudele                                      |
|            | Recitativo. Teofane Pur cangiasti alla fin                                                |
|            | 33. Aria. Teofane (Str, BC) Gode l’alma consolata                                         |
| Scena VII  | Recitativo. Matilda, Ottone, Gismonda Uno de' servi miei anche mi disse                   |
|            | 34b. Aria. Matilda (2 Vl, BC) Nel suo sangue, e nel tuo pianto                            |
| Scena VIII | Recitativo. Emireno, Adelberto, Gismonda, Matilda, Ottone Matilda, arresta il piede       |
| Scena IX   | Recitativo. Teofane, Ottone Frena, crudel, la dispevata destra                            |
|            | 35. Duetto. Teofane, Ottone (2 Ob, Str, BC) A’teneri affetti il cor s’abbandoni           |
|            | Recitativo. Ottone, Teofane, Emireno, Gismonda, Matilda, Adelberto Ma qual caso, qual Dio |
|            | 36. Coro. (2 Ob, Str, BC) Faccia ritorno l’antica pace                                    |

## Orchester
Blockflöte, zwei Oboen, zwei Fagotte, Streicher, Basso continuo (Violoncello, Laute, Cembalo).

## Diskografie
- harmonia Mundi 907073-5 (1992): Drew Minter (Ottone), Lisa Saffer (Teofane), Michael Dean (Emireno), Juliana Gondek (Gismonda), Ralf Popken (Adelberto), Patricia Spence (Matilda)
 Freiburger Barockorchester; Dir. Nicholas McGegan (190 min)
- Hyperion CDA 66751-3 (1993): James Bowman (Ottone), Claron McFadden (Teofane), Michael George (Emireno), Jennifer Smith (Gismonda), Dominique Visse (Adelberto), Catherine Denley (Matilda)
 The King’s Consort; Dir. Robert King (175 min)
- Decca 483 1814 (2017); Max Emanuel Cenčić (Ottone), Lauren Snouffer (Teofane), Pavel Kudinov (Emireno), Ann Hallenberg (Gismonda), Xavier Sabata (Adelberto), Anna Starushkevych (Matilda)
 Il Pomo d’Oro (auf zeitgenössischen Instrumenten); Dir. George Petrou (203 min)